# Sint-Jans en Sint-Stevenskerk der Miniemen
De Sint-Jans en Sint-Stevenskerk der Miniemen of Miniemenkerk is een kerk in de Brusselse Marollen. De kerk hoorde vroeger bij een miniemenklooster en is gewijd aan Sint-Jan en Sint-Steven. Ze stond vroeger bekend om haar Loretocultus, thans eerder voor de concerten van klassieke muziek die er worden gegeven.

## Beschrijving
De plannen van deze kerk werden vermoedelijk door Willem de Bruyn getekend. Met de bouw van de kerk werd gestart in 1700 en ze werd voltooid in 1715. Ze is een voorbeeld van de overgang tussen de barok en het neoclassicisme. Een van de torens die de voorgevel moesten bekronen werd niet afgewerkt. Het lichaam van de kerk bestaat uit een schip, met een omvangrijke doch niet uitspringend transept, en een halfrond koor. De viering is door een koepel bekroond. De kerk leunt aan tegen de funderingen van het Justitiepaleis.
Het interieur is overwegend 19e-eeuws, met enkele 17e-eeuwse schilderijen. Hiervan vernoemen we de Engelbewaarder en het Huwelijk van Maria door Jan Cossiers (1600-1671). Tegenover een 18e-eeuwse naturalistische preekstoel hangt een epitaaf van graaf Willem Charles Ghislain van Merode, door Willem Geefs. Het witmarmeren hoofdaltaar, een werk van de jonggestorven Augustin Ollivier, is afkomstig uit de abdij van Heylissem.
De orgels zijn de oudste van Brussel. Noelmans maakte ze in 1680 voor de Begijnhofkerk. Na een tussenstap via Leuven werden ze in 1807 aangeworven door de miniemenkerk en in 2003 gerestaureerd.
Op de binnenmuren zijn in het jubeljaar 2000 opvallende inscripties geschilderd in het Grieks, Latijn en Hebreeuws. Het zijn woorden uit de Apocalyps (1:6), gebruikt in de paaswake: o.a. "Hem zij de heerlijkheid en de macht".
In de rechterzijbeuk is de Loretokapel te vinden met een zwarte madonna.

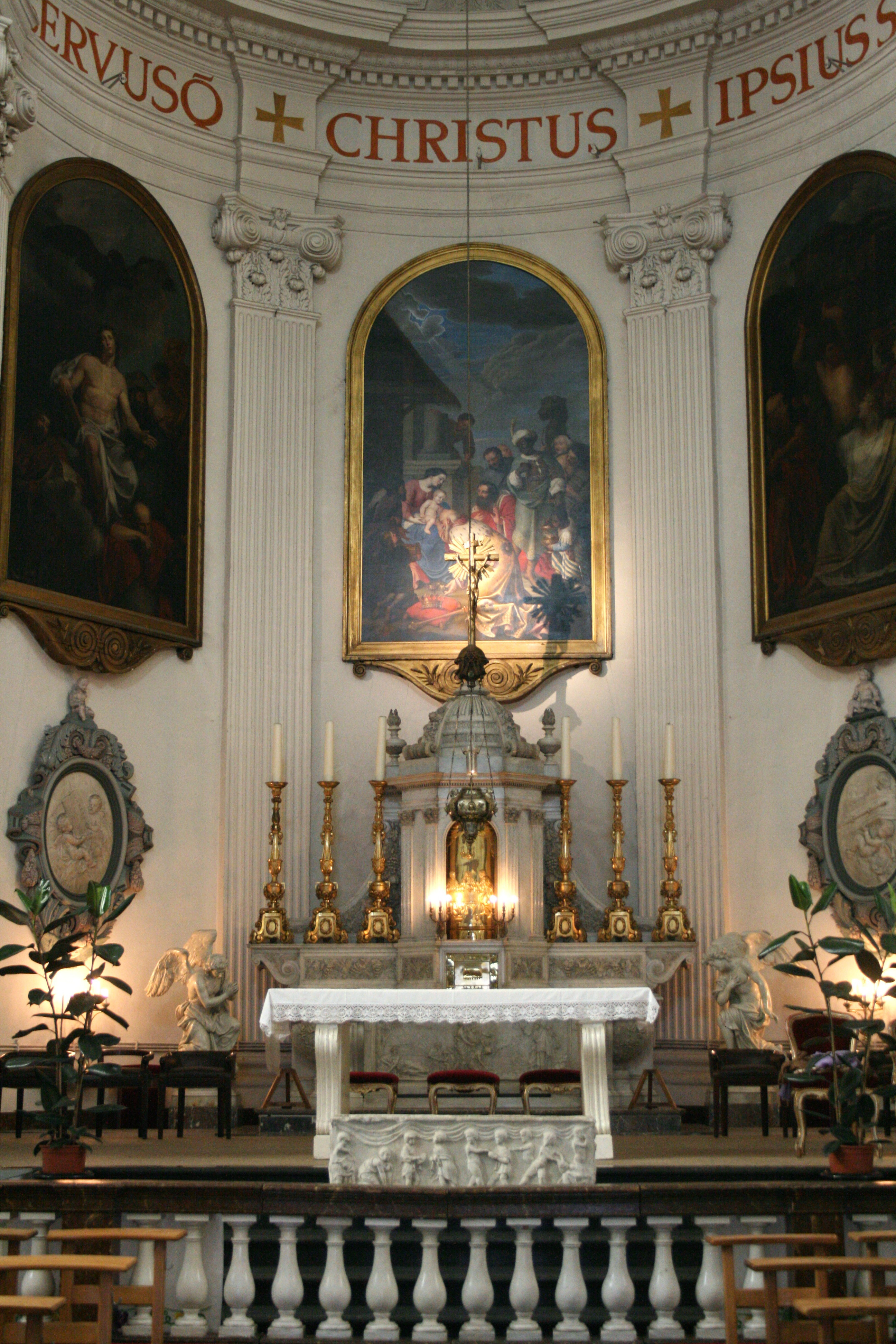
Hoofdaltaar
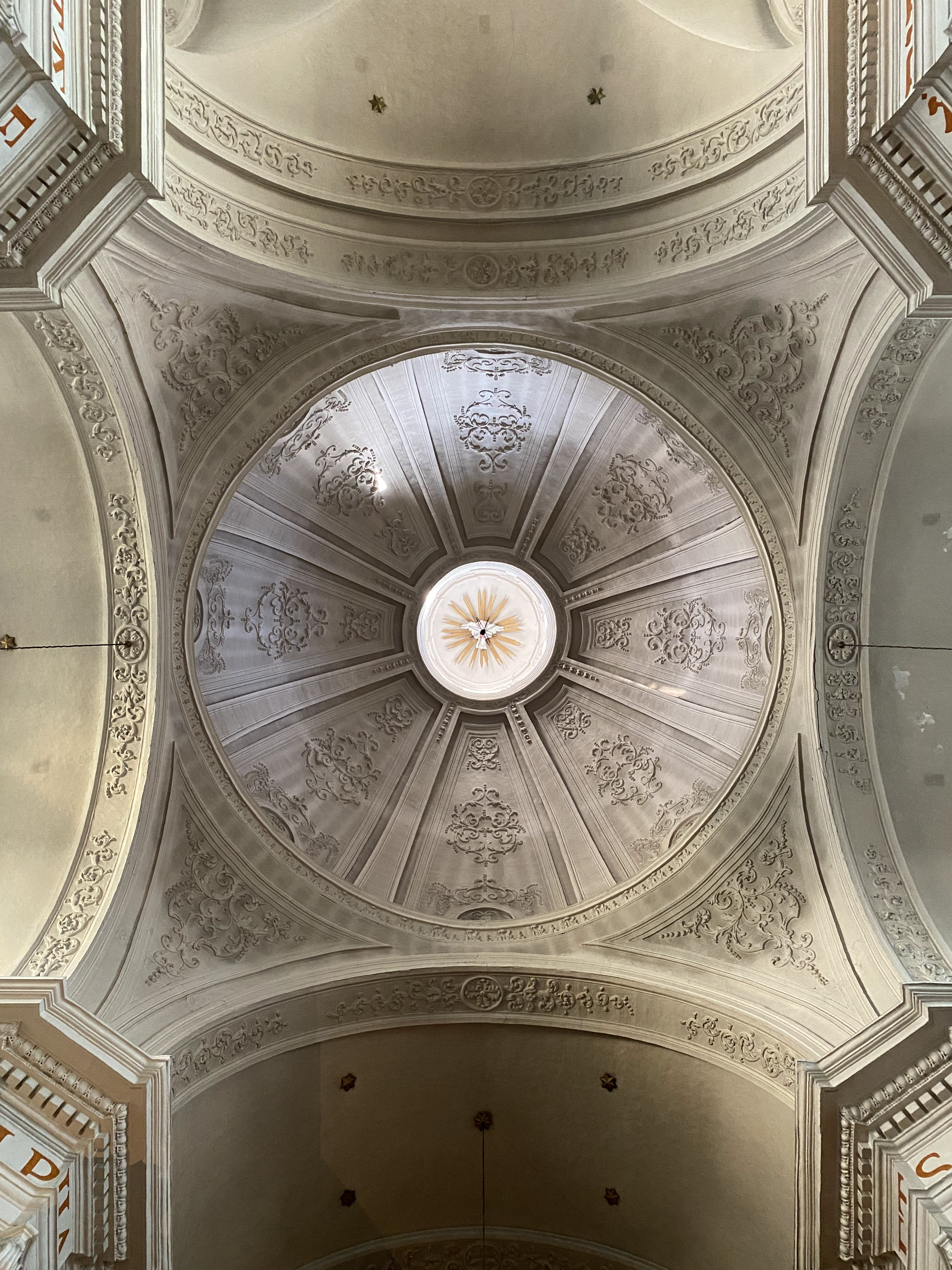
Koepel
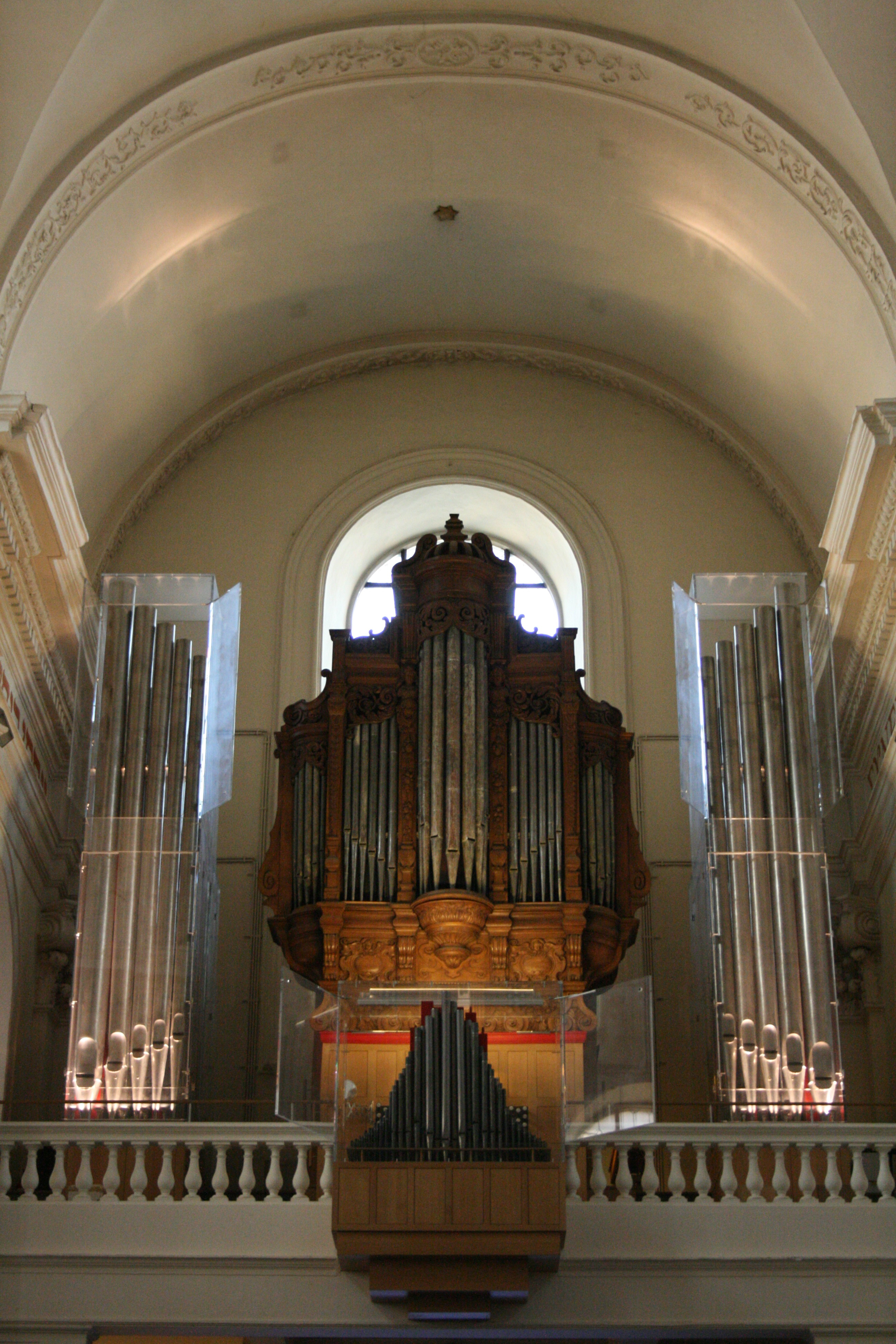
Orgel
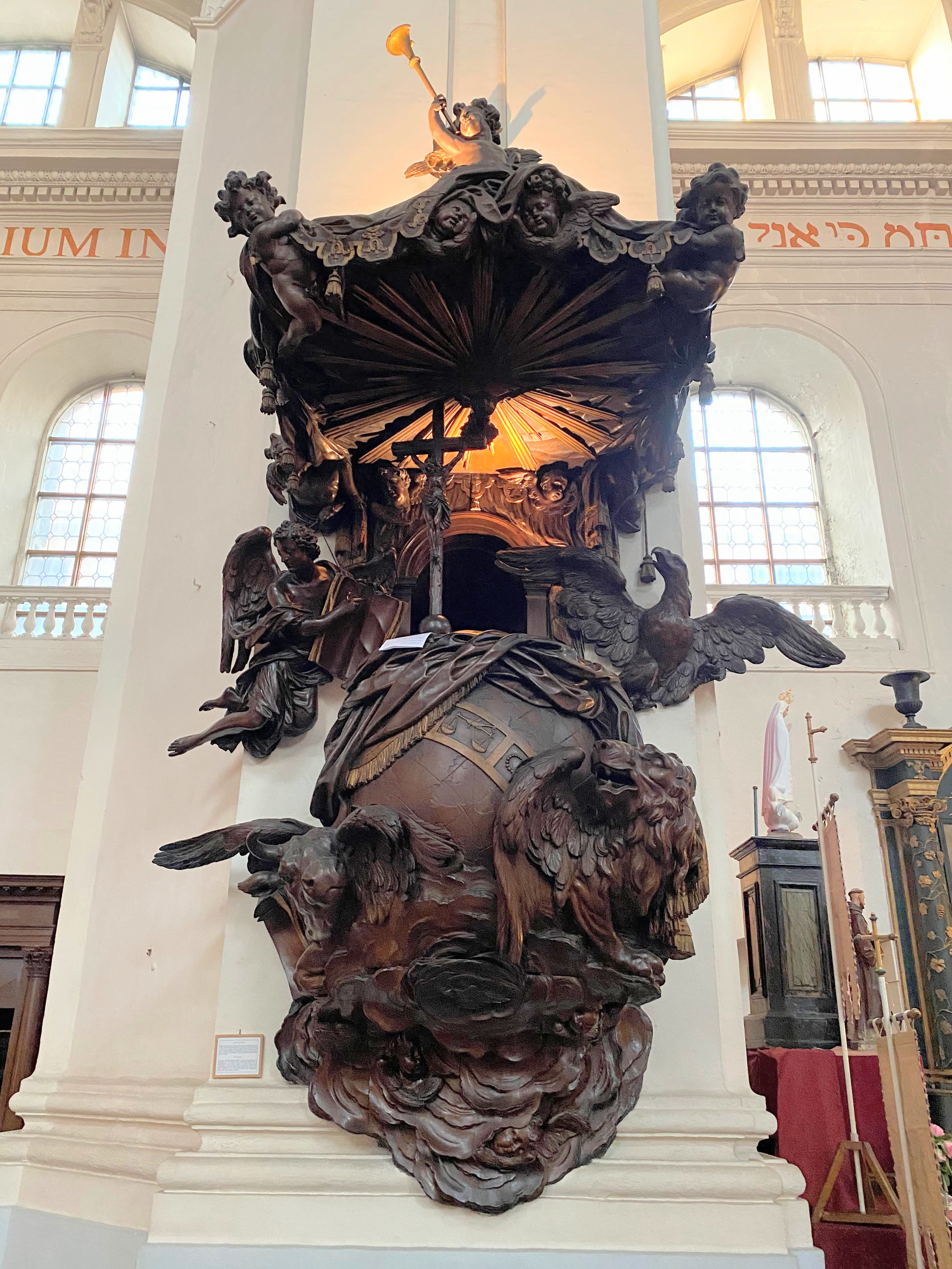
Preekstoel
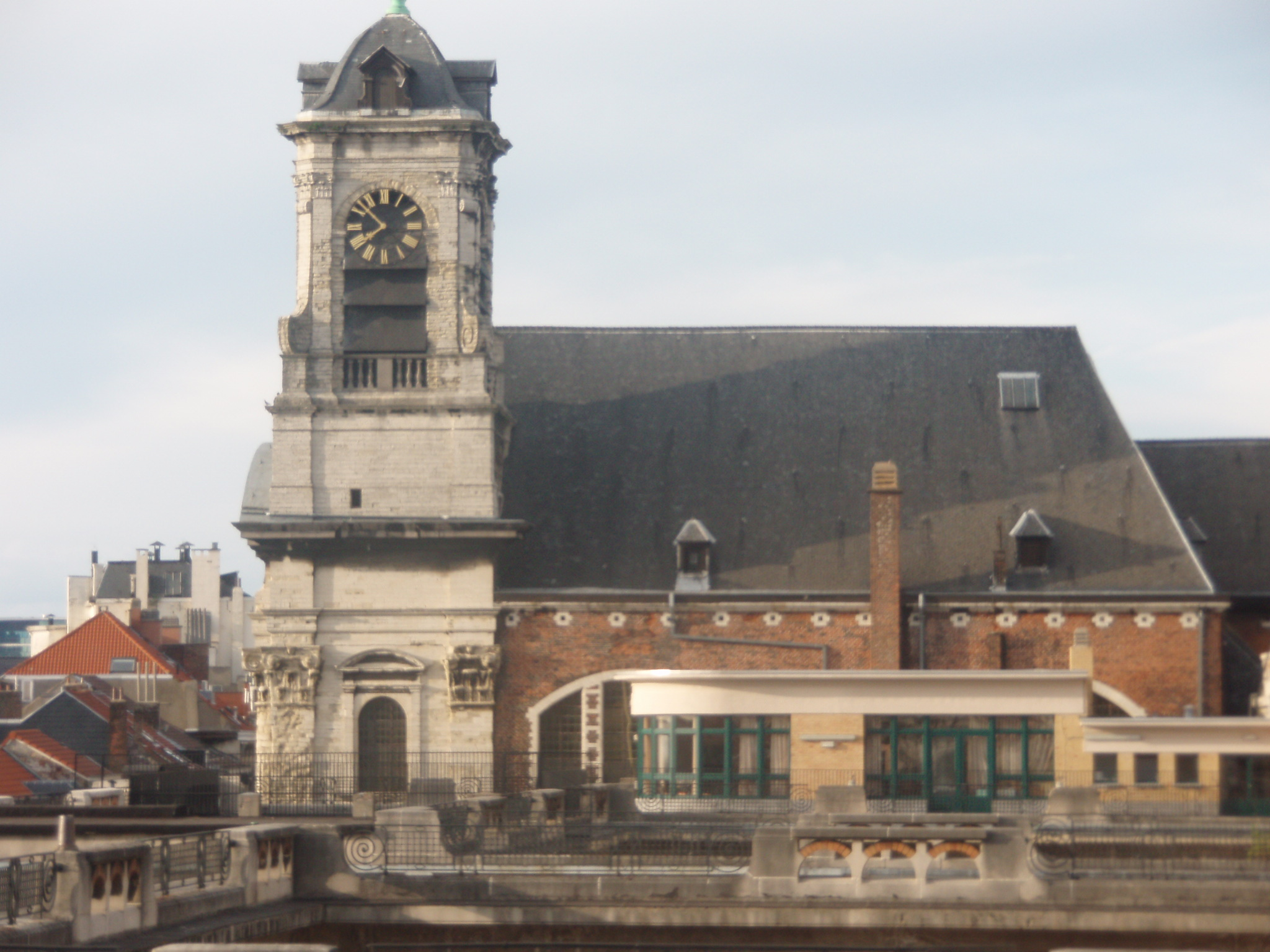
Zijkant
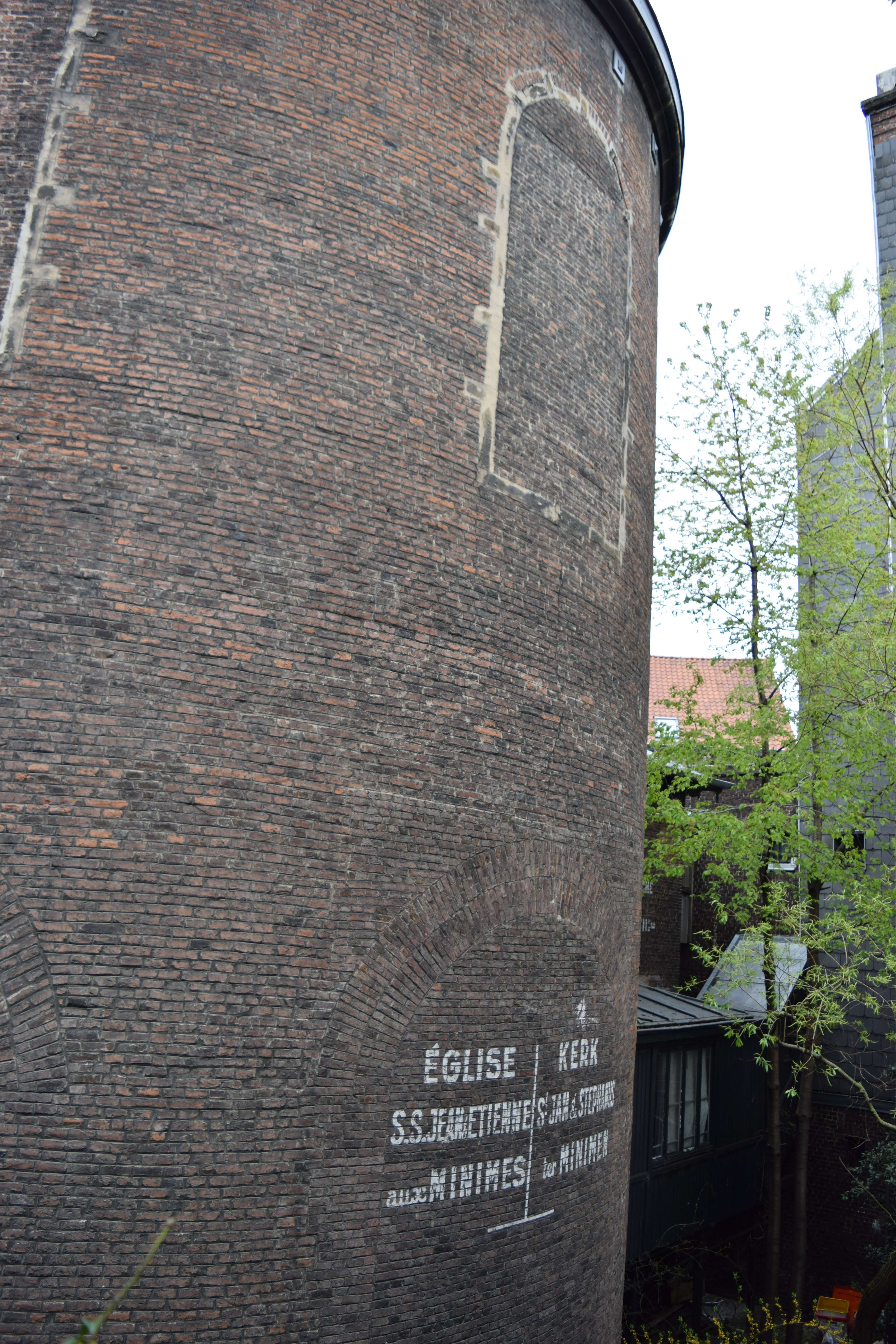
Achterzijde

## Geschiedenis van het miniemenklooster
Deze kerk is de kerk van het voormalige klooster van de miniemen, de laatste bedelorde die erin slaagde zich in Brussel te vestigen. Na de eerste stichting in Antwerpen (1614), streek ze met een tussensprong in Anderlecht (1615) neer in de hoofdstad. Ze verkreeg in 1616 van de stadsmagistraat de toelating een klooster op te richten, in 1617 gevolgd door de toestemmingen van de aartsbisschop, de aartshertogen en de Staten van Brabant. De broeders kwamen uit Frankrijk en waren geselecteerd door Bernard de Montgaillard, abt van Orval. De financiering gebeurde door Hélène de Sermoise, een Franse die na de executie van haar echtgenoot Nicolas de Rieux in 1595 naar Brabant geëmigreerd was en hofdame was geworden van aartshertogin Isabella. Ze schonk 16.000 florijnen. Hertog Bournonville stond een deel van zijn tuin af, met een huis waar vroeger de anatoom Andreas Vesalius (1514-1564) had gewoond. Dat diende de miniemen tot voorlopig onderkomen.

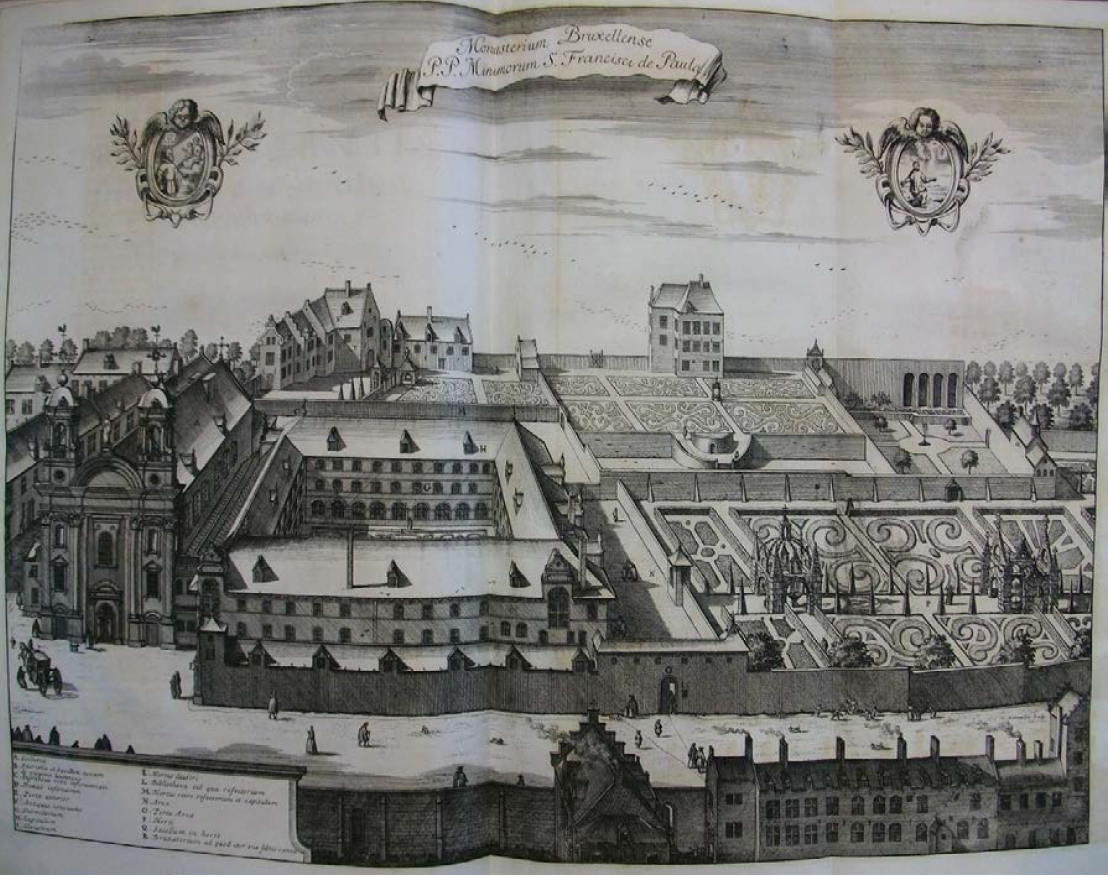
Het miniemenklooster en de tweede kerk op een gravure uit Chorographia sacra Brabantiae (1727). De tweede toren was al afgebeeld maar is nooit gebouwd. Het L-vormige huis bovenaan links was voorheen van Vesalius.

In 1621 legde de Infante Isabella de eerste steen van klooster en kerk. Hij droeg een Latijnse inscriptie die er geen geheim van maakte dat een deel van de nabijgelegen prostitutiewijk Bovendaal was ingenomen: Quae fuerant Veneris, nunc fiunt Virginis aedes ("Waar het huis van Venus was, zal nu dat van de Maagd staan"). In 1623 werd even verderop een kapel gebouwd voor broeders die zich wilden afzonderen. Waarschijnlijk vóór 1630 werd een beeldje van Onze-Lieve-Vrouw van Loreto in de kapel geplaatst en een broederschap opgericht. Ze zou in 1660 herbouwd worden volgens de exacte model van het originele Santa Casa te Loreto en rond de "zwarte madonna" van de miniemen zou een ware cultus groeien. Het hoofdaltaar van de kerk werd op 15 januari 1632 ingewijd door aartsbisschop Boonen. De hoge kloostergebouwen rezen boven de omliggende huisjes uit en werden op 4 december 1633 geconsacreerd door provinciaal Balthasar d'Avila. Gestaag kochten de broeders omliggende kroegen op om ze een meer deugdzame bestemming te geven. In tussentijd deden ze er alles aan om het contact met de losbandige buurt te minimaliseren: ze vroegen en bekwamen de bouw van een afsluitingsmuur (1628) en legden zelfs een tunnel onder de straat aan naar hun brouwerij aan de overkant (1629).
Het project om rijkelijk begiftigde zijkapellen aan de kerk te bouwen, was minder succesvol. Uiteindelijk werd beslist om de half afgewerkte kerk te herbouwen op een strak centraal plan. De werken verliepen van 1700 tot 1715 onder toezicht van miniemenbroeder Philibert Bressand, waarschijnlijk bijgestaan door stadsarchitect Willem de Bruyn. Op 8 november 1700 legde landvoogd Maximiliaan Emmanuel, keurvorst van Beieren, de eerste steen. Op de noordelijke toren na werd de kerk voltooid. Tegelijkertijd herbouwde men ook de zijkapel.
Keizer Jozef II deed op 31 maart 1787 de Brusselse miniemen samengaan met die van Anderlecht en maakte van hun klooster een militair hospitaal, maar de kerk bleef open voor de eredienst. In de Franse tijd werd de orde dan toch opgeheven (3 november 1796). De kerk werd gesloten maar ging al in 1801 terug open als bijhuis van de Kapelleparochie. Het strenge klooster met de kleine vensters werd later enige tijd als vrouwengevangenis gebruikt, maar moest in de 19e eeuw wijken voor de aanleg van het Poelaertplein. Een nieuwe versie van de verdwenen Loretokapel werd tegen de kerk aangebouwd. De kerk werd verscheidene malen gerestaureerd in de loop van de 19de eeuw, onder meer door de architecten Tilman-François Suys en Pierre-Victor Jamaer. Van het klooster blijft nagenoeg niets meer over, alle gebouwen ervan werden gesloopt in 1920. Op de plek opende in 1927 het Athenée Robert Catteau, een art-decocreatie van François Malfait.

## Begraven
- Stichteres Hélène de Sermoise stierf op 24 oktober 1623 en werd in de eerste kerk begraven in miniemenhabijt.
- In 1708 is Olimpia Mancini in de kerk begraven, de gravin van Soissons die na de affaire des poisons het hof van de Zonnekoning was ontvlucht.
- Graaf Willem Charles Ghislain van Merode kreeg bij zijn dood in 1830 een prominent epitaaf.

## Voetnoten
1. ↑  Voordien was het achtereenvolgens: bedelaarsgesticht (1801), tabaksfabriek (1813) en lithografisch atelier (1815)